# Thomas Hart Benton (senator)

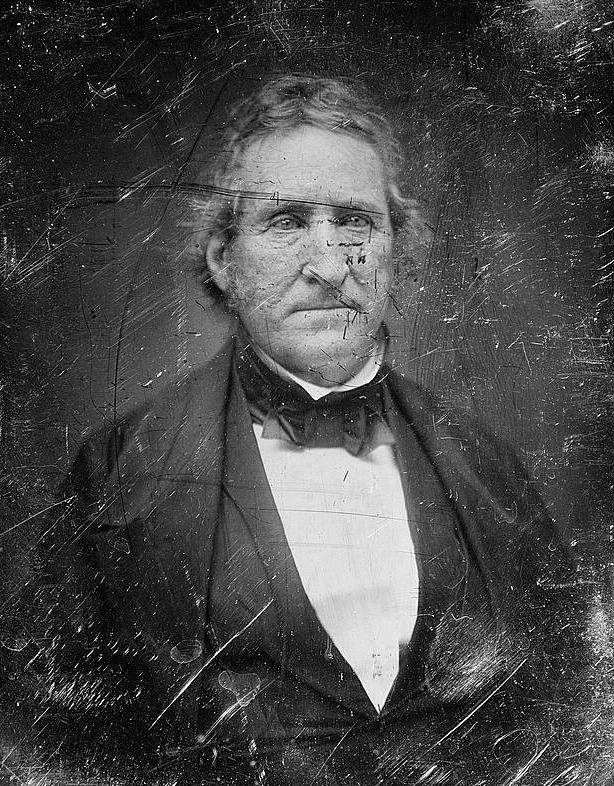
Thomas Hart Benton

Thomas Hart Benton, född 14 mars 1782 i Hart's Mill i Orange County i North Carolina, död 10 april 1858 i Washington, D.C., var en amerikansk politiker. Han representerade Missouri i båda kamrarna av USA:s kongress, först i senaten 1821-1851 och sedan i representanthuset 1853-1855. Han var känd som "Old Bullion" och han var först med att sitta fem mandatperioder i senaten. Han var en av de främsta förespråkarna för Manifest Destiny, övertygelsen att USA måste expandera västerut.
Benton studerade vid Chapel Hill College (numera University of North Carolina at Chapel Hill). Han inledde 1806 sin karriär som advokat i Tennessee. Han var ledamot av delstatens senat 1809-1811. Han var Andrew Jacksons adjutant (aide-de-camp) i 1812 års krig. Han flyttade efter kriget från Tennessee till Missouriterritoriet.
När Missouri 1821 blev delstat, valdes demokrat-republikanerna Benton och David Barton till de två första senatorerna. Benton omvaldes 1827, 1833, 1839 och 1845. När Jackson grundade ett nytt parti, demokraterna, bestämde sig Benton att gå med och stödja Jackson trots att de två under åren hade haft personliga tvister. Benton tog 1849 ställning emot slaveriet. Han efterträddes 1851 som senator av Henry S. Geyer.
Benton efterträdde 1853 John Fletcher Darby som kongressledamot. Han kandiderade till omval i kongressvalet 1854 men besegrades av Luther Martin Kennett.
Bentonstatyn i Lafayette Park i Saint Louis av skulptören Harriet Gosmer restes 1868. Två blivande USA:s presidenter har skrivit om Benton.